# Felixburk

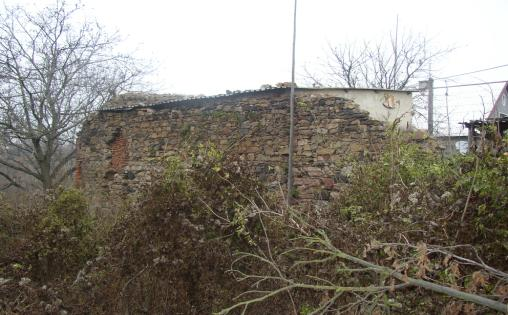
Erhaltene Mauerreste des Schlosses Felixburg, 2004

Felixburk (deutsch Felixburg, im Volksmund auch Hasenburg genannt) war ein Renaissanceschloss in unmittelbarer Nähe des Ortsteils Rašovice (Roschwitz) von Klášterec nad Ohří in Tschechien, von dem heute nur noch wenige Mauerreste als Bodendenkmal ausgewiesen sind.

## Geschichte

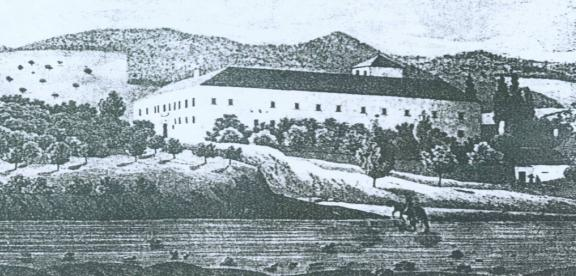
Schloss Felixburg im 18. Jahrhundert

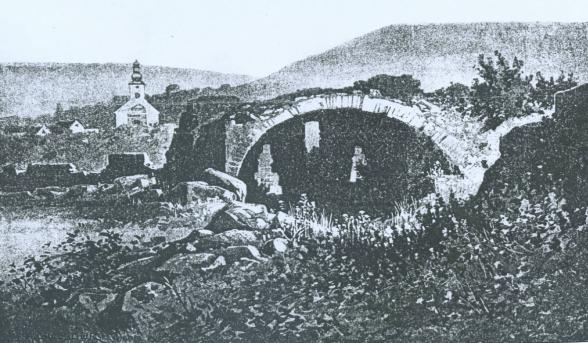
Ruine des Schlosses um das Jahr 1900

Bohuslaw Felix von Lobkowitz ließ 1576 bei Roschwitz das Renaissanceschloss Felixburg, das nach ihm benannt wurde, erbauen. Seine Ehefrau Anna, geborene von Vitzthum nutzte das Schloss nach seinem Tod als Witwensitz und verstarb auch hier. 1588 verkaufte Bohuslaw Joachim von Lobkowitz das Schloss an Wolf Soldan von Steinbach (Štampach). Als dieser den Kaufpreis nicht aufbringen konnte, fiel das Schloss wieder in den Besitz des Verkäufers zurück. 1593 wurde dann das Schloss auf Magdalena von Salm übertragen. 1596 verkaufte sie es an Leonhard von Steinbach, Herr auf Burg Egerberg.
1623 erhielten die Grafen von Thun und Hohenstein die Herrschaft Klösterle mit den Schlössern Klösterle und Felixburg. Das Renaissanceschloss Felixburg wurde in dieser Zeit bis 1777 für Beamtenwohnungen genutzt. 1777 brannte das Schloss ab. Es wurde daraufhin teilweise wiederhergestellt, offenbar im Stile des Barocks oder Spätbarocks. Im Jahre 1870 ist es bereits unbewohnt.
Im viereckigen Schlosshof befanden sich an drei Seiten rundgewölbte Arkadengalerien. Die Wände im Hof waren mit Freskomalereien, die Frauengestalten und Hasen darstellten, verziert. Daher wurde die Felixburg im Volksmund auch „Hasenburg“ genannt.
Im Jahre 1874 fand ein Ereignis statt, welches das Ende des Schlosses besiegelte: die Thun´sche Amtsverwaltung in Klösterle verkaufte Dach und alles Holzwerk des Schlosses. Danach wurden offenbar auch die gemauerten Steine zu Bauzwecken abtransportiert oder gestohlen. Um 1900 waren nur noch geringe Ruinen vorhanden.

## Sage
Viktor Karell hielt in seinen Publikationen die Sage „Das Schloß Felixburg“ fest.